# Wolfgang Iser
Wolfgang Iser (22. července 1926, Marienberg – 24. ledna 2007) byl německý literární teoretik a jeden z tvůrců recepční estetiky.

## Život
Wolfgang Iser studoval literaturu na univerzitách v Lipsku, Tübingenu a Heidelbergu. Získal doktorát v oboru angličtina po obhájení dizertační práce o světovém názoru Henryho Fieldinga (1950).
V roce 1952 se stal asistentem na University of Glasgow. Později působil na univerzitě v Kostnici. Společně s Hansem Robertem Jaußem je považován za zakladatele kostnické školy recepční estetiky.
Přednášel rovněž v Izraeli a jinde v Asii.